# Flins-sur-Seine
Flins-sur-Seine település Franciaországban, Yvelines megyében. Lakosainak száma 2436 fő (2022. január 1.). Flins-sur-Seine Aubergenville, Bazemont, Bouafle, Juziers, Mézy-sur-Seine és Les Mureaux községekkel határos.

## Népesség
A település népességének változása:
| Lakosok száma | 2340 | 2353 | 2417 | 2410 | 2419 | 2428 | 2439 | 2424 | 2436 |
|               | 2013 | 2015 | 2016 | 2017 | 2018 | 2019 | 2020 | 2021 | 2022 |